# Chimillas
Chimillas – gmina w Hiszpanii, w prowincji Huesca, w Aragonii, o powierzchni 10,04 km². W 2011 roku gmina liczyła 370 mieszkańców.